# Metacity
Metacity（メタシティー）はX Window System用のウィンドウマネージャで、GNOME 2（2.2以降）では標準のウィンドウマネージャだった。GTK2で書かれており、GNOMEなしで使うこともできる。GNOME 3からはGNOMEの標準ウィンドウマネージャはMutterになった。
レッドハットのHavoc Penningtonによって開発され、2001年にバージョン2.3として初リリースされた。「大人のための退屈なウィンドウマネージャ」と作者が説明しているように、シンプルで余計な機能がない。カスタマイズをしない人の使用を想定し、デフォルトの状態で最も使いやすいように設計されている。GNOME 2.2からSawfish（en:Sawfish (window manager)）に取ってかわり標準ウィンドウマネージャとなったためGNOMEプロジェクトの一部となったが、GNOMEとは独立に利用することもできる。
ライセンスはGPLである。

## 標準とすることに関して存在した議論
GNOMEの標準ウィンドウマネージャとしては、それ以前のもの (Sawfish) に比べ設定項目が非常に少なく、標準とすることには異論もあった。Metacityを肯定する意見としては、GNOMEはEnlightenmentやSawfishのような沢山の設定項目を必要としないようなコンピュータユーザをターゲットとしているからであると言える。否定する意見としてはUNIXアプリケーションにおける操作性と柔軟性の良さがないと言える。なお、柔軟性の欠如を解決するためのアドオンも開発された(Brightside)。